# Gustave Maunoir
Gustave Maunoir, de son nom complet Charles Gustave Maunoir né à Genève le 8 septembre 1872 et mort dans la même ville le 13 avril 1943, est un artiste peintre suisse.

## Biographie
Fils du médecin peintre Paul Maunoir, il a étudié à Genève avec Barthélemy Menn et à Paris avec Joseph Blanc. 
Il a peint presque exclusivement des paysages : les campagnes genevoise, vaudoise, valaisanne, savoyarde et normande.
Membre notamment de la Société des Arts, du Cercle des Arts et Lettres et de l'Association professionnelle de l'Enseignement libre.
Gustave Maunoir est l'auteur, avec Marc Odier, d'un important ouvrage sur la gravure genevoise demeuré inédit.

## Sources
- « Gustave Maunoir », sur SIKART Dictionnaire sur l'art en Suisse.